# Rio Caí (Bahia)
O rio Caí é um rio que banha o município de Prado, na Bahia, no Brasil. Sua foz se localiza na Praia da Barra do Cahy, no distrito de Cumuruxatiba. Muitos historiadores supõem que esse local foi o ponto onde Nicolau Coelho desembarcou em 23 de abril de 1500, marcando a primeira chegada oficial dos portugueses ao Brasil.

## Etimologia
"Caí" é um termo de origem tupi que admite duas significações:
- "Água de macaco", através da junção dos termos ka'i ("macaco") e  'y  ("água")
- "Água de mata", através da junção dos termos ka'a ("mata") e  'y  ("água")

Outra possibilidade é que "Caí" seja derivado do tupi antigo ka'i, "macaco-prego".